# Шкофце
Шкофце (словен. Škofce) — поселення в общині Лашко, Савинський регіон, Словенія. Висота над рівнем моря: 404,3 м.